# Apogonia pygidialis
Apogonia pygidialis är en skalbaggsart som beskrevs av Conrad Ritsema 1896. Apogonia pygidialis ingår i släktet Apogonia och familjen Melolonthidae. Inga underarter finns listade i Catalogue of Life.